# Anja Fichtel
Anja Fichtel (n. 17 august 1968, Tauberbischofsheim, Republica Federală Germania, Germania) este o fostă scrimeră germană specializată pe floretă, cea mai titrată scrimeră din această țară. A fost dublă campioană olimpică la Seul 1988 și laureată în total cu patru medalii olimpice din trei participări. La Campionatul Mondial a cucerit două titluri la individual și trei pe echipe, iar a fost campioană europeană în 1993. A câștigat clasamentul general al Cupei Mondiale de Scrimă în 1990.

## Carieră

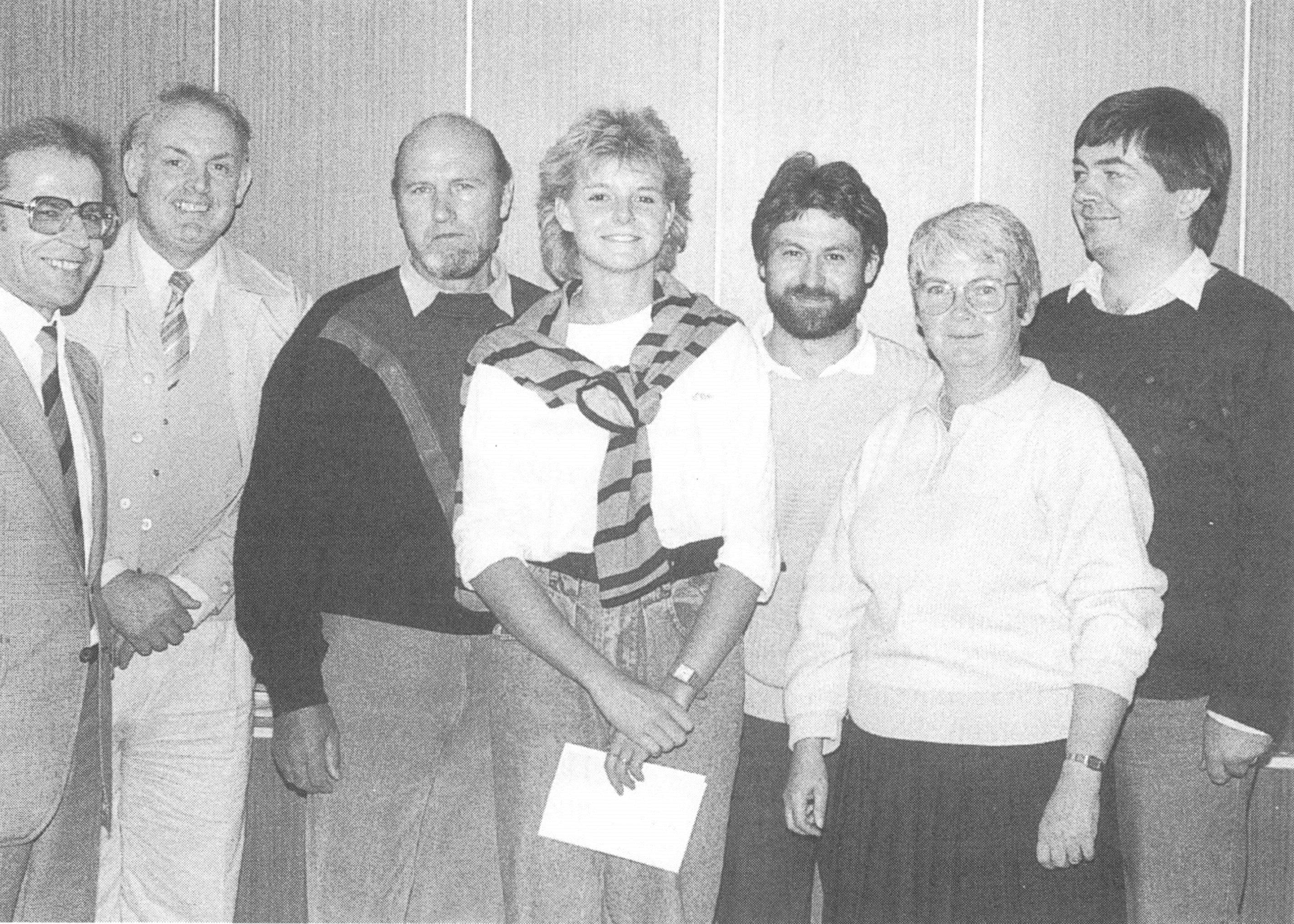
Fichtel (centru) în 1985 la liceul KSBTBB

S-a apucat de scrimă la vârsta de nouă ani în orașul natal, Tauberbischofsheim, unul dintre centrele importante ale scrimei din Germania, unde a fost descoperită de Emil Beck. La scurtă vreme și-a dovedit talentul. 
În anul 1985, la vârsta de 17 ani, a cucerit medalia de aur la Campionatul Mondial de juniori. În același an, a fost laureată cu aur pe echipa la Campionatul Mondial de seniori de la Barcelona. Pentru aceste rezultate a fost numite „cea mai bună sportivă a anului” la categoria de juniori. În anul 1986 și-a adjudecat titlul național, primul dintr-o serie de zece. La Campionatul Mondial din același an a obținut titlul mondial la individual după ce a învins-o pe conaționala sa Sabine Bau. Astfel a devenit cea mai tânără campioană mondială din istorie.
În 1988 a fost din nou campioană mondială la juniori. În același an, la Jocurile Olimpice de la Seul, a cucerit medalia de aur după ce a trecut în finala de conaționala sa Sabine Bau. În cele din urmă, podiumul a fost ocupat de trei germance, Zita Funkenhauser cucerind medalia de bronz. Fichtel a continuat cu aurul la proba pe echipe, după ce Germania de Vest a trecut de Italia în finală. Performanțe sale i-au adus porecla „Steffi Graf din scrima”.
În anul următor a ajuns în finală la Campionatul Mondial de la Denver, dar a pierdut cu sovietica Olga Veliciko și s-a mulțumit cu argint. La proba pe echipe Germania și-a adjudecat medalia de aur. În anul 1990 și-a regăsit titlul mondial, învingându-o în finală pe italianca Giovanna Trillini. În același an a plecat în Austria cu prietenul său, scrimerul austriac Merten Mauritz. Relația cu antrenorul său Emil Beck era dificilă și în anul 1991 s-a plâns într-un interviu acordat jurnalului Der Spiegel ca acesta încerca să controleze absolut tot, inclusiv viața sa privată. L-a descris ca „un om obsedat, pregătit să facă orice pentru succes”. Totuși, rezultatele sale au suferit: chiar dacă era considerată mare favorită la Campionatul Mondial din 1991, a pierdut în tabloul de 64 cu Giovanna Trillini, care în cele din urmă a cucerit titlul.

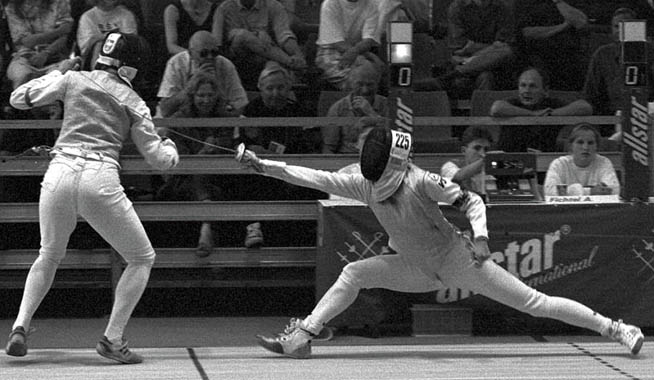
Fichtel (dreapta) la CM din 1993 de la Essen

În luni april 1992 s-a căsătorit cu prieten său, fiind însărcinată în șapte luni. A continuat să se antreneze până la mijlocul lunii mai, și a dat naștere unui fiu, Laurin, în luna iunie. Ea a reluat antrenament la sfârșitul lunii sub îndrumarea antrenorul său personal, Harald Hein. A ratat la limită calificarea olimpică la individual, dar a fost selecționată pentru proba pe echipe la Jocurile Olimpice de vară din 1992, unde Germania a cucerit medalia de argint după un meci greu cu Italia.
În anul 1993 a câștigat Campionatul European; după ce a trecut în finală de maghiara Zsuzsa Jánosi. La Campionatul Mondial de la Essen s-a clasat pe locul 5 la individual, dar a cucerit aurul mondial pe echipe pentru a treia dată, Germania învingând România în finală. 
În anul 1996 s-a clasat pe locul trei la Campionatul European, un rezultat care a supărat antrenorul federal Emil Beck. I-a întrerupt contractul și salariul, înainte de a-și cere iertare câteva luni mai târziu. La Jocurile Olimpice din 1996 de la Atlanta ea a fost eliminată la limită în tabloul de 16 de unguroaica Aida Mohamed, clasându-se pe locul 10. La proba pe echipe Germania a pierdut cu România în semifinală, apoi a învins Ungaria și a obținut bronzul. 
În luna decembrie 1996 a fost diagnosticată cu celiachie și s-a retras din activitate competițională în luna martie 1997. Câteva luni mai târziu a primit trofeul Challenge Chevalier Feyerick de Federația Internațională de Scrimă „atât pentru rezultate remarcabile obținute în timpul unei cariere strălucitoare ca sportivă, cât și pentru demonstrația celor mai pur spirit sportiv, loialității sportive și fair play”. În anul 2015 a fost inclusă în Hall of Fame-ul sportului german.

## Legături externe
- en Anja Fichtel la Olympedia.org
- de  Anja Fichtel Arhivat în 23 mai 2016, la Wayback Machine. la Hall of Fame-ul sportului german